# Harry Rosenswärd
Harry Rosenswärd, född 20 april 1882 i Karlskrona, död 16 juli 1955 i Stockholm, var en svensk seglare.
Han seglade för Göteborgs KSS. Han blev olympisk guldmedaljör i Stockholm 1912.